# Jacky Lambert
Pour les articles homonymes, voir Lambert.
Jacky Lambert est un acteur belge. Il a joué dans de nombreux courts et longs métrages en Belgique et en France.

## Filmographie
- 2004 : Atomik Circus, le retour de James Bataille de Didier et Thierry Poiraud : Dips
- 2006 : Ça m'est égal si demain n'arrive pas de Guillaume Malandrin : Jacques
- 2007 : Où est la main de l'homme sans tête de Guillaume et Stéphane Malandrin : l'homme sans tête
- 2007 : Steak de Quentin Dupieux : docteur Schmidt
- 2008 : Louise Michel de Gustave Kervern et Benoît Delépine : le réceptionniste
- 2010 : L'Enfance du mal, d'Olivier Coussemacq : l'homme agressé
- 2015 : Je suis mort mais j'ai des amis de Guillaume et Stéphane Malandrin: Jipé
- 2018 : Au poste ! de Quentin Dupieux : Franchet